# Stahlgewitter
Stahlgewitter je njemački RAC sastav, osnovan 1995. godine. Njegovi su nastupi u cijelosti na njemačkom jeziku.
Godine 2002., sastav je potpisao ugovor s njemačkom diskografskom kućom PC Records; posao donosi veliki uspjeh, nakon što je sastav prodao 8 000 primjeraka albuma Politischer Soldat.

## Članovi
- Daniel Giese - vokalni
- Frank Krämer - gitara
- Andreas Koroschetz - bas, bubnjevi

## Diskografija
- 1996. - Das eiserne Gebet
- 1998. - Germania
- 2001. - Amalek
- 2002. - Politischer Soldat
- 2003. - Germania über alles
- 2006. - Auftrag Deutsches Reich
- 2008. - Politischer Soldat - Neuauflage
- 2013. - Das Hohelied der Herkunft
- 2013. - Stählerne Romantik

## Vanjske poveznice
- Last.fm
- Temporati.de  Arhivirana inačica izvorne stranice od 19. srpnja 2011. (Wayback Machine)